# Styczeń
Styczeń – pierwszy miesiąc w roku, według kalendarza gregoriańskiego ma 31 dni. Styczeń jest miesiącem zimowym na półkuli północnej, a letnim na południowej.

## Etymologia

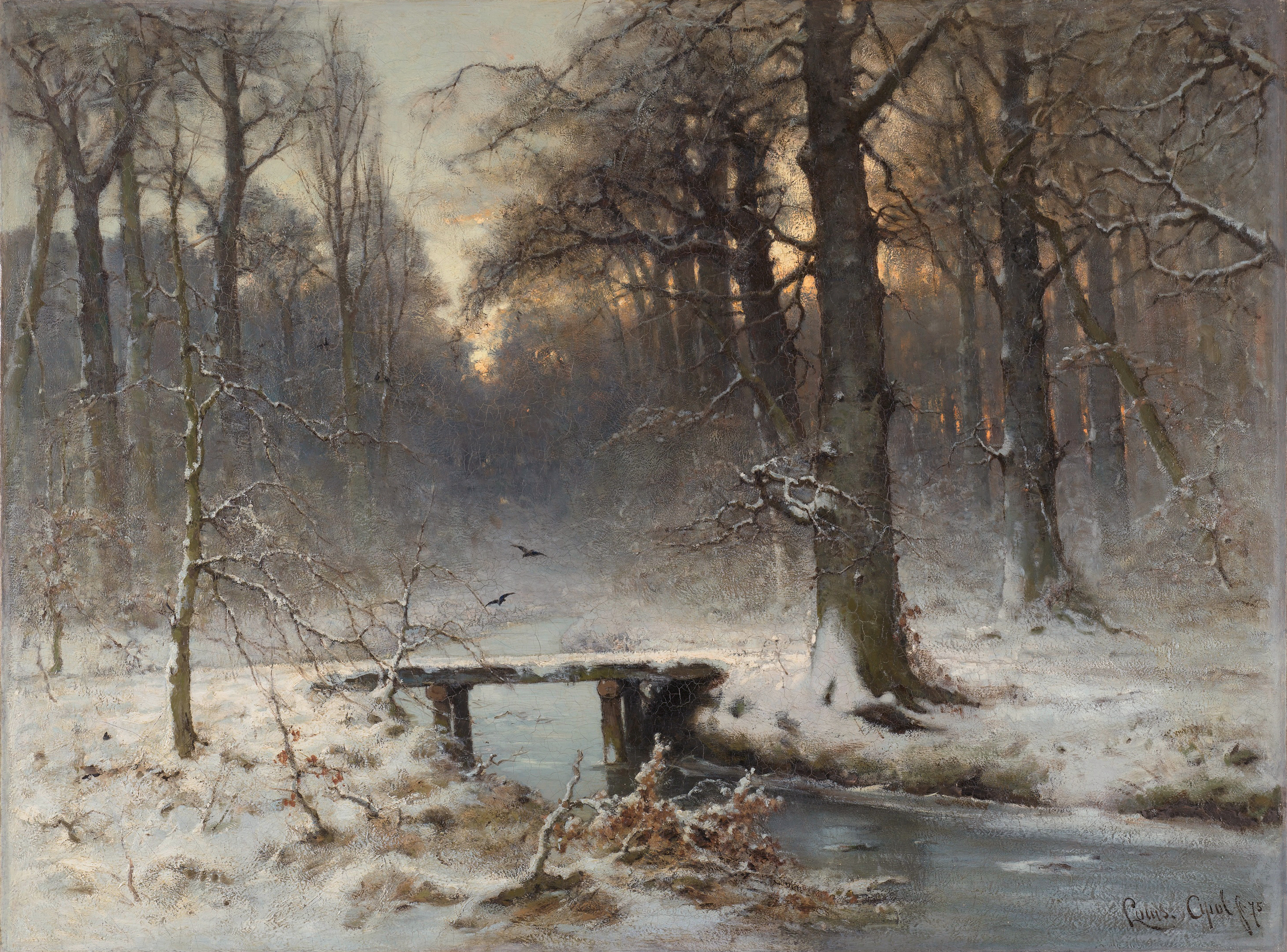
Styczniowy wieczór..., obraz pędzla Louisa Apola, 1875

Jego nazwa, podobnie jak i pozostałych miesięcy (z wyjątkiem marca i maja), pochodzi od charakterystycznych cech, związanych z towarzyszącymi temu miesiącowi zjawiskami przyrodniczymi lub z rytmem wykonywanych w tym czasie prac na roli. Nazwa miesiąca (według Brücknera) pochodzi od słowa „tyki”, które w tym czasie sporządzali gospodarze. Nazwa może też pochodzić od „styku” z uwagi na to, że miesiąc ten występuje na przełomie roku. W języku staropolskim styczeń nazywano również tyczniem, godnikiem i ledniem (por. współczesna czeska nazwa miesiąca: leden).
Łacińska nazwa Ianuarius (zobacz: kalendarz rzymski) została zapożyczona przez większość języków europejskich, pochodzi od boga początku – Janusa.